# Hans-Georg Gadamer

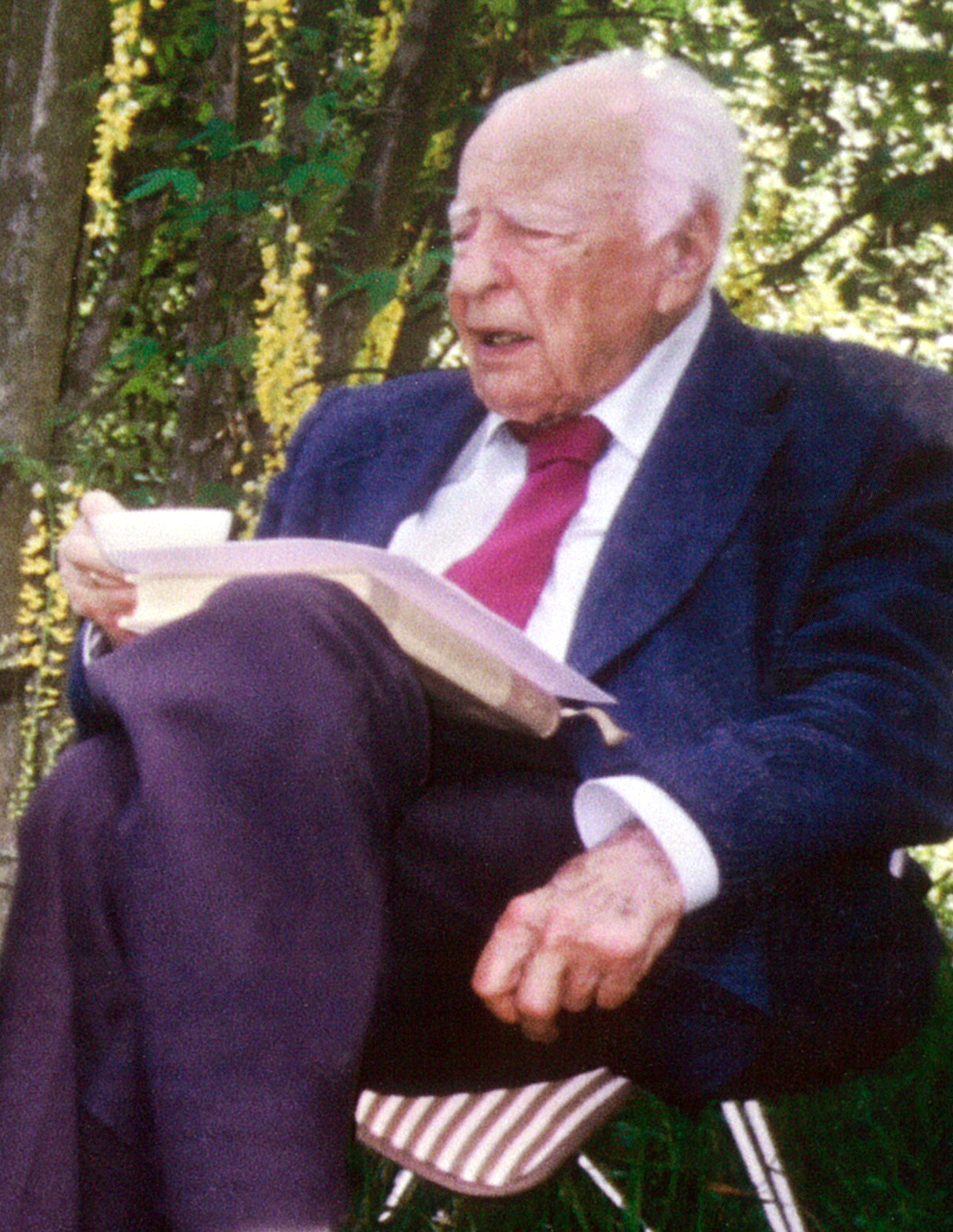
Hans-Georg Gadamer um 2000

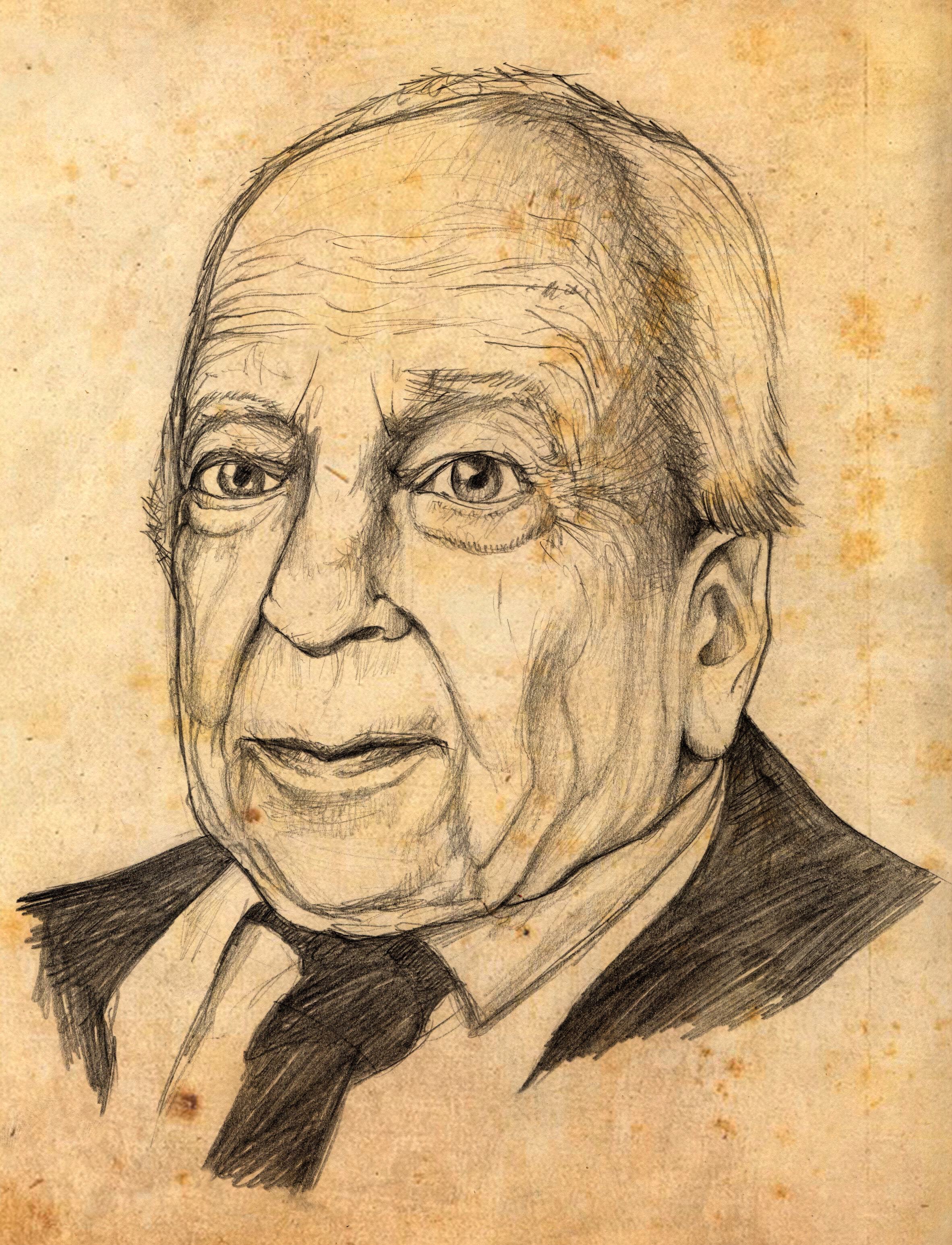
Hans-Georg Gadamer

Hans-Georg Gadamer (* 11. Februar 1900 in Marburg; † 13. März 2002 in Heidelberg) war ein deutscher Philosoph. International bekannt wurde er durch sein für die philosophische Hermeneutik grundlegendes Werk Wahrheit und Methode (1960).

## Leben und Wirken

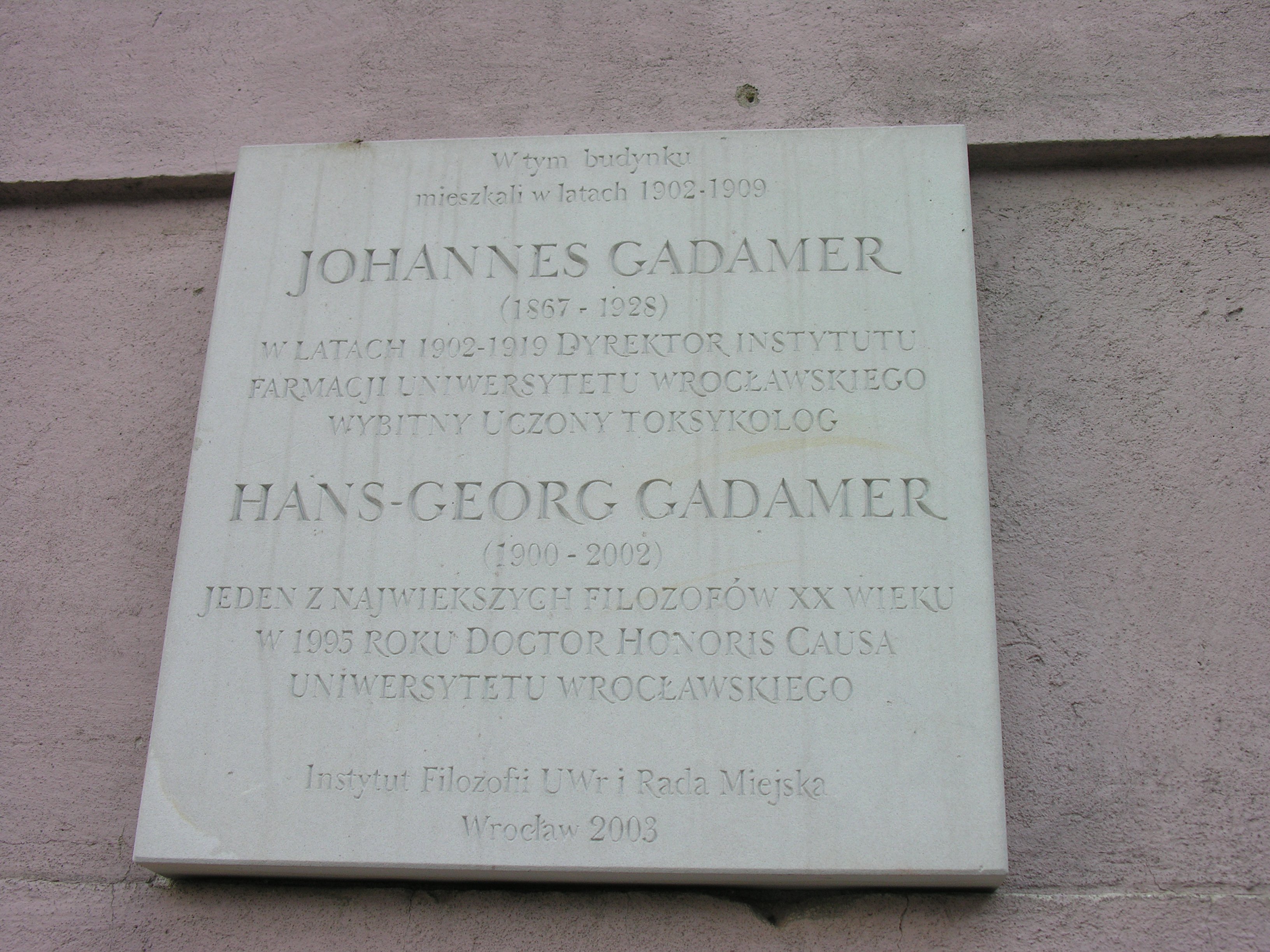
Gedenktafel in Breslau für Johannes Gadamer, 1902–1919 Direktor des Pharmazeutischen Institutes der Universität Breslau, Professor für Toxikologie an der Breslauer Universität und Hans-Georg Gadamer, bedeutender Philosoph des XX. Jh., 1993 Verleihung des Doctor Honoris Causa der Universität von Breslau, Breslau 2003

### Familiärer Rahmen und Promotion
Hans-Georg Gadamers Großvater Oskar Gadamer war Unternehmer in Dittersbach bei Waldenburg in Niederschlesien, sein Vater Johannes Gadamer war Pharmazeut und Chemiker. 1902 folgte Johannes Gadamer einem Ruf als Ordinarius für pharmazeutische Chemie an die Universität Breslau und blieb dort bis 1919. Er war in erster Ehe (1897–1904) verheiratet mit Johanna Gadamer, geborene Gewiese, Tochter des Maurer- und Zimmermeisters Hugo Gewiese und seiner Ehefrau Adele Becker. 1904 verstarb Johanna Gadamer, die Mutter Hans-Georg Gadamers. Ab 1905 war Johannes Gadamer in zweiter Ehe verheiratet mit Hedwig Gadamer, geb. Hellich, Tochter des Grubenbaudirektors Erich Hellich und seiner Ehefrau Ida Ehlert.
Hans-Georg Gadamers Onkel war der Landrat Georg Gewiese.
Hans-Georg Gadamer wuchs in Breslau auf und erlangte dort 1918 die Hochschulreife. Er nahm anschließend ein Studium der Germanistik, Geschichte, Kunstgeschichte, Philosophie und Pädagogik an den Universitäten Breslau, Marburg und München auf und studierte unter anderen bei Richard Hönigswald. 1919 setzte er sein Studium an der Universität Marburg fort. Dort wurde er 1922 bei Paul Natorp und Nicolai Hartmann mit seiner Dissertationsschrift über Das Wesen der Lust nach den platonischen Dialogen zum Dr. phil. promoviert.

### Edmund Husserl, Martin Heidegger, Paul Friedländer

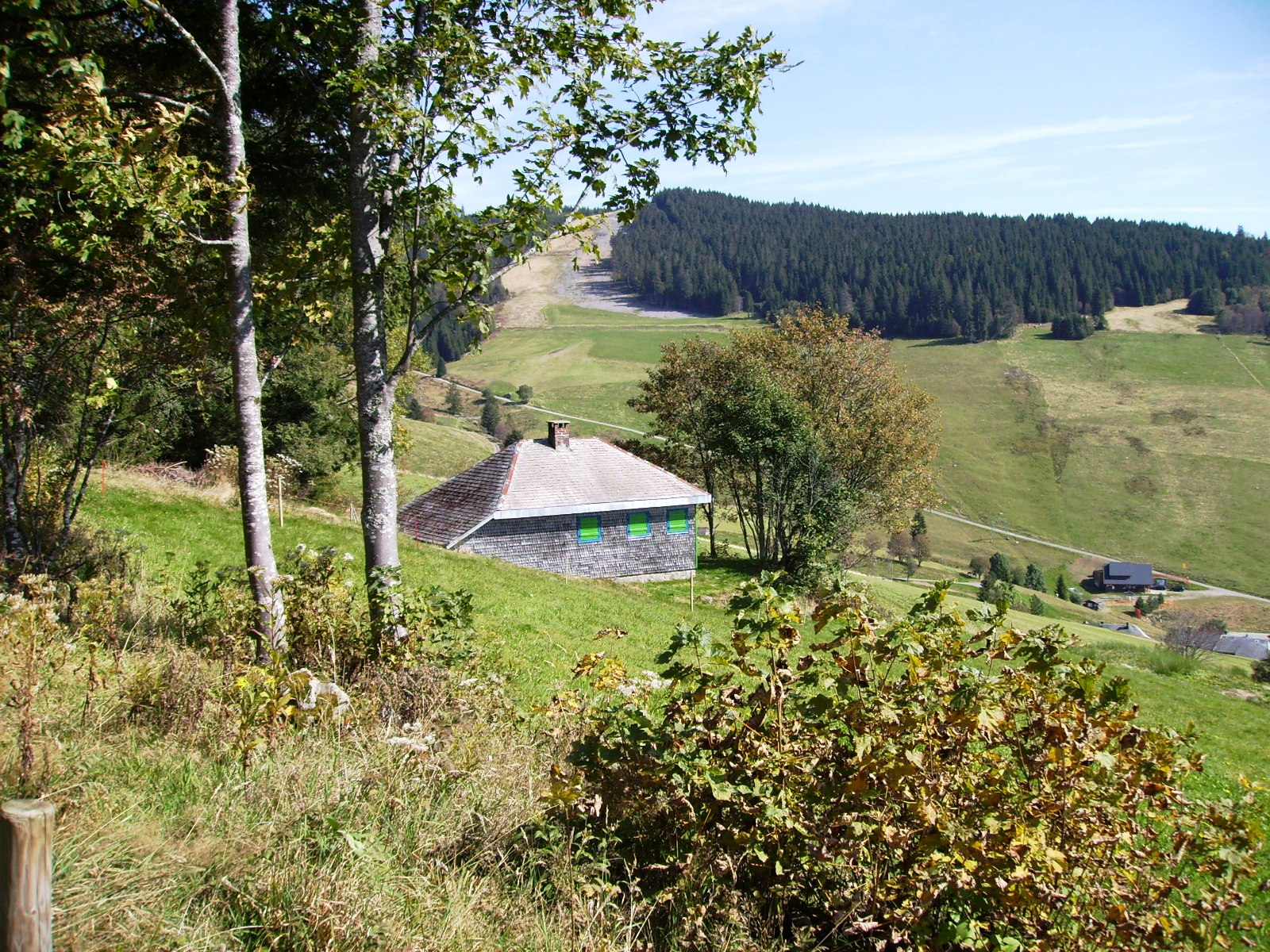
Heideggers „Hütte“ oberhalb von Todtnauberg

Ab 1923 besuchte Gadamer Vorlesungen von Edmund Husserl und Martin Heidegger an der Albert-Ludwigs-Universität Freiburg und während des Sommers in Heideggers „Hütte“ in Todtnauberg. Die Begegnung mit Heidegger wurde für Gadamer „eine völlige Erschütterung allzu früher Selbstsicherheit“. Ein Jahr später, 1924, nahm Gadamer sein Studium der klassischen Philologie bei Paul Friedländer auf, weil er „das Gefühl hatte, von der Überlegenheit dieses Denkers [Heidegger] einfach erdrückt zu werden, wenn ich nicht einen eigenen Boden gewann, auf dem ich vielleicht fester stünde als dieser gewaltige Denker selber“. 1927 absolvierte Gadamer sein Staatsexamen für das Höhere Lehramt.

### Habilitation an der Universität Marburg
1929 habilitierte sich Gadamer bei Heidegger und Friedländer in Marburg für Philosophie und wurde Privatdozent an der Universität Marburg. Der Titel seiner Habilitationsschrift lautet Platos dialektische Ethik. Interpretationen zum „Philebos“. Zwei Jahre später wurde seine Schrift Platos dialektische Ethik veröffentlicht, finanziert wurde der Druck durch die Notgemeinschaft der Deutschen Wissenschaft. Nach einem Aufenthalt in Paris 1933 veröffentlichte er 1934 seine Schrift Plato und die Dichter, mit der ihm ein Durchbruch in der Auslegung von Platons Politeia gelang. Die Schrift zeigt erste, sehr deutliche Ansätze der Gadamerschen Hermeneutik und belegt seine unkritische, eher unpolitische Haltung gegenüber dem Nationalsozialismus.

### Zeit des Nationalsozialismus
Im August 1933 wurde Gadamer Mitglied des Nationalsozialistischen Lehrerbundes. Am 11. November 1933 unterzeichnete er das Bekenntnis der Professoren an den deutschen Universitäten und Hochschulen zu Adolf Hitler und dem nationalsozialistischen Staat. 1934/35 vertrat Gadamer an der Universität Kiel den vakanten Lehrstuhl von Richard Kroner, der wegen seiner jüdischen Abstammung von der Lehrbefugnis suspendiert worden war. Im Oktober 1935 nahm Gadamer freiwillig am Dozentenlager des NS-Dozentenbundes (NSDDB) in Weichselmünde bei Danzig teil. Daraufhin wurde ihm 1937 in Marburg der Titel eines nichtbeamteten außerordentlichen Professors verliehen, der ihm zuvor verweigert worden war, obwohl er die üblichen sechs Jahre einer Privatdozentur schon absolviert hatte. Gadamer erhielt weiterhin die Vertretung des vakanten Lehrstuhls von Erich Frank an der Universität Marburg, dem ebenfalls wegen seiner jüdischen Abstammung die Lehrbefugnis entzogen worden war. Zwei Jahre später erhielt Gadamer einen Ruf an die Universität Leipzig, wo er nach Lehrstuhlvertretungen 1938/39 als Nachfolger Arnold Gehlens 1939 zum ordentlichen Professor und Direktor des Philosophischen Instituts der Universität Leipzig berufen wurde. Vom Sicherheitsdienst des Reichsführers SS wurde Gadamer in der weltanschaulichen Beurteilung innerhalb der „SD-Dossiers über Philosophie-Professoren“ aus SS-Sicht in seiner Haltung zum Nationalsozialismus als „indifferent“ klassifiziert. Während der Zeit des Zweiten Weltkriegs war Gadamer Mitarbeiter am NS-Projekt „Kriegseinsatz der Geisteswissenschaften“. Gadamer war zwar in den Nationalsozialismus verstrickt, vermied es jedoch, sich während der NS-Zeit zu stark zu exponieren.

### Erste Jahre nach dem Zweiten Weltkrieg
Nach dem Krieg wurde Hans-Georg Gadamer 1945 Dekan der Philosophischen Fakultät und später bis 1947 Rektor der Universität Leipzig. Nachdem sich die Hoffnungen auf eine demokratische Entwicklung in der sowjetischen Besatzungszone zerschlagen hatten, bemühte sich Gadamer aktiv um eine Stelle in einer der Westzonen. Am 14. August 1947 erklärte er seinen Rücktritt vom Rektorat zum 1. Oktober und erhielt an diesem Tag eine Anstellung an der Universität Frankfurt am Main, zunächst vertretungsweise, vom 1. Juli 1948 an als ordentlicher Professor. Bei der Rückkehr nach Leipzig zur Amtsübergabe wurde er aufgrund einer Denunziation verhaftet und von einem sowjetischen Offizier verhört, aber wieder auf freien Fuß gesetzt. 1949 folgte er einer Berufung an die Universität Heidelberg als Nachfolger von Karl Jaspers.

### Rückkehr von Helmut Kuhn und Karl Löwith nach Deutschland
Gadamer begründete 1953 mit Helmut Kuhn die Philosophische Rundschau. Im selben Jahr kehrte Karl Löwith, der 1934 wegen seiner jüdischen Herkunft aus Deutschland emigriert war, durch Vermittlung Gadamers zurück und folgte einem Ruf der Universität Heidelberg. Im Jahr 1951 wurde Gadamer Mitglied der Heidelberger Akademie der Wissenschaften. Im Jahr 1960 erfolgte die Veröffentlichung von „Wahrheit und Methode“, 1962 wurde Gadamer Präsident der Allgemeinen Gesellschaft für Philosophie in Deutschland. Eine Bewerbung auf das Rektorat der Universität Heidelberg scheiterte dagegen. Es folgte die Gründung der Internationalen Vereinigung zur Förderung der Hegel-Studien, deren Präsident er wurde. Im Jahr 1966 organisierte er als Präsident der Allgemeinen Gesellschaft für Philosophie in Heidelberg einen Kongress über Sprache.

### Gadamer und Jürgen Habermas
Von 1967 bis 1971 debattierten Gadamer und Habermas, bis 1977 schrieb er Kleine Schriften in vier Bänden. Im Jahr 1968 wurde er in Heidelberg emeritiert, lehrte jedoch weiter. Von 1969 bis 1972 war er Präsident der Heidelberger Akademie der Wissenschaften. Im Jahr 1971 wurde ihm der Orden Pour le Mérite verliehen, er erhielt den Reuchlin-Preis der Stadt Pforzheim und das Große Bundesverdienstkreuz. In den 1980er und 1990er Jahren lehrte er regelmäßig am Istituto Italiano per gli Studi Filosofici in Neapel.

### Späte Jahre

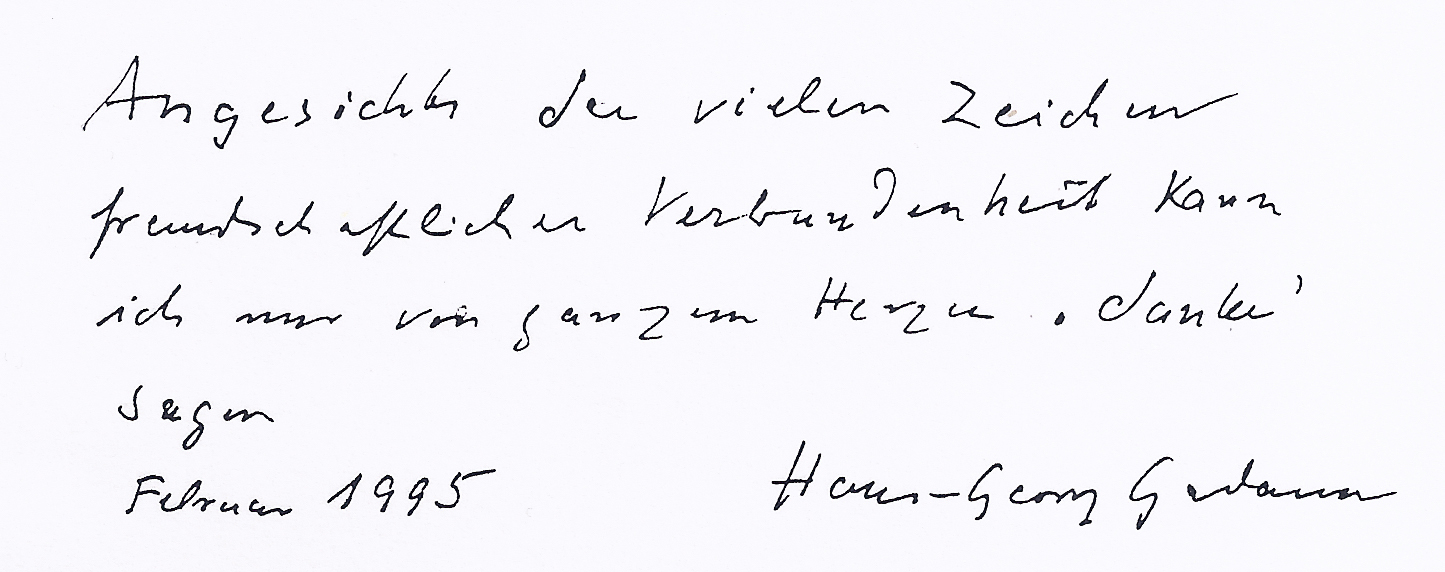
Hans-Georg Gadamer 1995: Handschriftlicher Dank für einen Glückwunsch zum 95. Geburtstag.

Hans-Georg Gadamer lebte bis zu seinem Tod im 103. Lebensjahr in dem Heidelberger Stadtteil Ziegelhausen und fand auf dem dortigen Friedhof Köpfel, auf einer Anhöhe über dem Neckartal gelegen, seine letzte Ruhestätte. Hans-Georg Gadamer ist Ehrenbürger der Stadt Heidelberg sowie der Stadt Neapel. Sein Nachlass liegt im Deutschen Literaturarchiv Marbach.

### Schüler
Schüler von Gadamer sind unter anderen Wolfgang Bartuschat, Gottfried Boehm, Günter Figal, Manfred Frank, Dieter Henrich, Robert Kirchhoff und Wolfgang Wieland.

## Gadamers philosophischer Ansatz:Begründer der universalen Hermeneutik
Hans-Georg Gadamer war einer der prominentesten deutschen Philosophen des 20. Jahrhunderts. Er gilt als Begründer einer universalen Hermeneutik, die sich in der Nachfolge Heideggers aus der Kritik am Methodologismus der traditionellen Hermeneutik von Friedrich Schleiermacher und Wilhelm Dilthey entwickelt.
Für Gadamer ist jegliches Verstehen, gleichgültig, ob es sich um Texte, Kunst- und Bauwerke oder das Verstehen in einem Gespräch handelt, an die Sprachlichkeit des Seins vor dem Horizont der Zeit gebunden. Das setzt beim Interpretieren von Werken Offenheit, das Bewusstmachen der eigenen Vorurteilsstruktur sowie die Bereitschaft zum Gespräch bzw. zu reflexivem Auseinandersetzen voraus. Es ging ihm weniger darum, eine Methode der Hermeneutik auszuarbeiten, als darum, zu beschreiben, wie Verstehen „immer geschieht“ (WM II 394). Verstehen ist für Gadamer nicht eine Erkenntnisart unter anderen, sondern universal. Hier schließt er an Heidegger an, der über das Subjekt („Dasein“) schreibt, dass es allein in der Weise in der Welt ist, „daß es je verstanden bzw. nicht verstanden hat“. (SZ 144) Das Sein des Menschen ist es also, sich in der Welt orientierend zu verstehen. Gadamer knüpft ausdrücklich daran an und versucht, die daraus folgenden Konsequenzen für die Geisteswissenschaften darzulegen (WM I, 269). Seine Kritik am Selbstverständnis der Geisteswissenschaften liegt folglich darin, dass aller Methodik immer schon uneinholbar ein Verstehen vorausgeht. Das Vertrauen auf die Methode überspielt lediglich die uneinholbare Vorurteilsstruktur, an die der Mensch in seiner Geschichtlichkeit gebunden bleibt.

### Gadamers Zirkularität menschlicher Verstehensleistung
Nach Gadamer vollzieht der Interpretierende eines Textes immer ein Entwerfen. Der Sinn des Ganzen wird vorausgeworfen, sobald sich ein erster Sinn im Text zeigt. Nur weil man einen Text mit Erwartungen auf einen bestimmten Sinn hin liest, zeigt sich ein solcher Sinn. Im vortheoretischen Auslegen, welches ständig revidiert werden kann, wenn man weiter in den Sinn eindringt, besteht der Verstehensprozess des zu Interpretierenden. Texte sind Teil der menschlichen Erfahrungswelt und lassen sich als Objektivationen begreifen. Texte sind Objektivationen des geschichtlichen Lebens. Mit der Zirkularität des Verstehensprozesses beschreibt Gadamer einen Vorgang, bei dem das Vorverständnis zum Ausgangspunkt jeder Interpretation wird, die über die Stichhaltigkeit jeder an den Text qua Sinnerwartung herangetragenen Vormeinung entscheidet. Je tiefer in den Text eingedrungen wird, desto höher entwickelt sich das Wechselspiel von Vor- und Nachverständnis auf einer aufwärts oszillierenden Spirale, das immer wieder auf einer höheren Ebene von Neuem beginnt.
Mit Stichhaltigkeit ist jene Form der Objektivität gemeint, die als Bewährung der Vormeinung zu fassen ist. Die Verstehensleistung hängt vom Kriterium der Bewährung ab. Eine Vormeinung gilt als bewährt, wenn sie auf ihre Legitimität geprüft wurde. Nun gilt es herauszuarbeiten, was es mit diesen Vormeinungen strukturell auf sich hat. Das ist die hermeneutische Aufgabe. D.h., dass das Vorverständnis des Interpretierenden reflektiert werden muss, um die hermeneutische Distanz zwischen Text und Interpretierenden so zu bestimmen, dass auf beiden Seiten die jeweiligen Vormeinungen als konstituierende Strukturelemente für ein sinnadäquates Verstehen sichtbar werden.

### Hermeneutischer Imperativ
Der hermeneutische Imperativ nach Gadamer besagt, dass, wer einen Text verstehen will, bereit sein muss, sich von ihm etwas sagen zu lassen. Weder sachliche Neutralität noch Selbstauslöschung sind gefragt, sondern viel mehr das Sichbewusstmachen der eigenen Vormeinungen und Vor-Urteile. Der oder die Verstehende kann sich niemals neutral einem Text zuwenden. Gleichzeitig relativiert Gadamer den Begriff der absoluten Neutralität, dahingehend dass sie eine Fiktion sei, da es unmöglich sei, dass ein Subjekt sich von sich absolut distanziere. Viel mehr legt Gadamer mit diesem Imperativ nahe, dass Lesende sich ihre Voreingenommenheit bewusst machen sollen, um für die Andersheit des Textes empfänglich zu sein.
Die hermeneutische Aufgabe besteht nach Gadamer letztlich darin, die eigenen Antizipationen zu kontrollieren.

## Einordnung in die geisteswissenschaftlichen Strömungen

### Neukantianismusund diePhänomenologie des Geistes
Zunächst gehörte Gadamer zur Umgebung des Marburger Neukantianismus des ausgehenden 19. Jahrhunderts, der überwiegend an den mathematischen Wissenschaften und ihren Methoden orientiert war und seinen Schwerpunkt auf die „Erkenntnisart“ von Gegenständen legte. Auch die Arbeiten von Paul Natorp und Nicolai Hartmann waren diesem Ansatz anfänglich verpflichtet. Die Kritik ihrer methodischen Grundposition – des „problemgeschichtlichen“ Historismus – war der Ausgangspunkt von Gadamers Loslösung vom Neukantianismus. Danach wandte er sich der Phänomenologie Husserls (1859–1938) zu, die auch seine Habilitationsschrift prägte. Zu dieser Zeit begegnete er Heidegger, von dessen Existenzphilosophie er viele Elemente übernahm. In ihr fand er nach eigenen Angaben die gesuchte Gegenkraft zu Platon.

### Wahrheit und Methode
Seine Positionen hat er in seinem Hauptwerk Wahrheit und Methode von 1960 ausformuliert. Gadamer versteht die Hermeneutik nicht nur als Kunstlehre, sondern hält Verstehen für eine der Grundlagen des menschlichen Lebens. In der Debatte mit Habermas und Karl-Otto Apel kommt es zu einer Umakzentuierung seiner Haltung. Auch der Hauptvertreter der philosophischen Dekonstruktion, Jacques Derrida kritisierte seine Hermeneutik. Etliche Züge in Gadamers Denken brachten ihm den Ruf eines liberalen Konservativen ein. Sein Werk ist durchzogen von einer an Heidegger angelehnten Technologieskepsis.
In seinem vor dem Hintergrund des Zusammenbruchs des Neukantianismus nach dem Ersten Weltkrieg entstandenen Werk Wahrheit und Methode versucht er die Frage zu beantworten, was Philosophie angesichts der Dominanz der Naturwissenschaften ausmacht.

## Die Gadamer-Stiftungsprofessur
Die „Gadamer-Stiftungsprofessur“ ist eine nach Hans-Georg Gadamer benannte Stiftungsprofessur an der Ruprecht-Karls-Universität Heidelberg. Sie wurde 2001 am Philosophischen Seminar der Universität Heidelberg mit dem Ziel der Förderung der Auseinandersetzung bedeutender internationaler Geisteswissenschaftler mit der Hermeneutik eingerichtet. Die Gadamer-Professur wurde vom Stiftungsfonds Deutsche Bank, dem Ministerium für Wissenschaft, Forschung und Kunst Baden-Württemberg, der Universität Heidelberg sowie dem Fonds der Ehrenbürger der Universität Heidelberg unterstützt. Bisherige Preisträger waren Karl Heinz Bohrer, Peter Burke, Jan Assmann, Horst Bredekamp, Wolfram Hogrebe und Eberhard Jüngel. Seit 2007 sind die Mittel des Fonds ausgeschöpft, weitere Professuren wurden nicht vergeben.

## Gadamer-Preis
Der Gadamer-Preis wurde 2021 von der Hans-Georg Gadamer-Gesellschaft für hermeneutische Philosophie in Heidelberg gestiftet. Er wird seit 2022 alle drei Jahre für herausragende Leistungen auf den Gebieten der philosophischen oder geisteswissenschaftlichen Hermeneutik vergeben.

## Ehrungen, Preise und Auszeichnungen
Hans-Georg Gadamer erhielt im Laufe seines Lebens zahlreiche Ehrungen und Auszeichnungen. Darunter waren unter anderem:
- 1971 Orden Pour le Mérite und Reuchlin-Preis
- 1972 Großes Verdienstkreuz mit Stern des Verdienstordens der Bundesrepublik Deutschland
- 1975 Mitglied der American Academy of Arts and Sciences
- 1979 Sigmund-Freud-Preis für wissenschaftliche Prosa und Hegel-Preis
- 1979 Mitglied der Académie royale des Sciences, des Lettres et des Beaux-Arts de Belgique[23]
- 1984 Korrespondierendes Mitglied der British Academy[24]
- 1986 Karl-Jaspers-Preis
- 1987 Hanns Martin Schleyer-Preis
- 1990 Großes Verdienstkreuz mit Stern und Schulterband des Verdienstordens der Bundesrepublik Deutschland
- 1993 Großkreuz des Verdienstordens der Bundesrepublik Deutschland
- 1993 Bürgermedaille der Stadt Heidelberg
- 1995 Internationaler Antonio-Feltrinelli-Preis
- 1995 Ehrendoktorwürde der Universität Wrocław
- 1996 Ehrendoktorwürde der Universität Leipzig (sowie am 12. Januar 1996 Ehrenmitglied der Sächsischen Akademie der Wissenschaften in Leipzig)
- 1997 Ehrendoktorwürde der Karls-Universität Prag
- 1999 Ehrendoktorwürde der Philipps-Universität Marburg
- 2014 Benennung des Gadamerplatzes im Heidelberger Stadtteil Bahnstadt[25]

## Filme
- Geboren 1900. Deutschland/Großbritannien/USA, 1999/2000, 75 min. – In dem Film blicken der deutsche Philosoph Hans-Georg Gadamer, die britische Autorin Barbara Cartland und der amerikanische Theaterregisseur Martin Magner auf hundert Lebensjahre zurück. Deutsch-französische Erstausstrahlung: August 2000 auf ARTE – Buch und Regie: Christoph Weinert

## Werkausgaben Autobiografisches Ausgewählte Schriften
Werkausgaben
- Kleine Schriften. Mohr, Tübingen 1967 ff.
- mit Paul Vogler (Hrsg.): Neue Anthropologie. Thieme, Stuttgart und dtv, München 1972–1975 (7 Bände)
  - Band 1 und 2: Biologische Anthropologie.
  - Band 3: Sozialanthropologie.
  - Band 4: Kulturanthropologie.
  - Band 5: Psychologische Anthropologie.
  - Band 6 und 7: Philosophische Anthropologie.
- Gesammelte Werke. Mohr, Tübingen 1985–1995 (10 Bände).
  - Band 1. Hermeneutik 1: Wahrheit und Methode: Grundzüge e. philos. Hermeneutik
  - Band 2. Hermeneutik 2: Wahrheit und Methode: Ergänzungen u. Register
  - Band 3. Neuere Philosophie 1: Hegel, Husserl, Heidegger
  - Band 4. Neuere Philosophie 2: Probleme, Gestalten
  - Band 5. Griechische Philosophie 1
  - Band 6. Griechische Philosophie 2
  - Band 7. Griechische Philosophie 3: Plato im Dialog
  - Band 8. Ästhetik und Poetik 1: Kunst als Aussage
  - Band 9. Ästhetik und Poetik 2: Hermeneutik im Vollzug
  - Band 10. Hermeneutik im Rückblick

Autobiografisches
- Philosophische Lehrjahre. Eine Rückschau, Klostermann, Frankfurt am Main 1977, 3. Aufl. 2012, ISBN 978-3-465-04165-8.
- Selbstdarstellung. In: Ludwig J. Pongratz (Herausgeber): Philosophie in Selbstdarstellungen, Band III, Meiner, Hamburg 1977. Auch in: Gesammelte Werke, Band 2.
- Im Gespräch, mit Silvio Vietta München 2002.
- Briefwechsel mit Martin Heidegger 1922 bis 1976, hrsg. von Jean Grondin und Mark Michalski, Klostermann, Frankfurt 2024, ISBN 978-3-465-00261-1.

Ausgewählte Schriften
- Wahrheit und Methode. Grundzüge einer philosophischen Hermeneutik. (Tübingen 1960), Unveränd. Nachdr. d. 3. erw. Aufl. Tübingen 1975, ISBN 3-16-833912-1.
- Das Vaterbild im griechischen Denken, in: „Das Vaterbild in Mythos und Geschichte: Ägypten, Griechenland, Altes Testament, Neues Testament“, hrsg. von Hubertus Tellenbach, Kohlhammer Verlag, Mainz 1976, S. 102–115, ISBN 3-17-002645-3.
- Lob der Theorie, Suhrkamp, Frankfurt am Main 1983.
- Das Erbe Europas, Suhrkamp, Frankfurt am Main 1989.
- Über die Verborgenheit der Gesundheit, Suhrkamp, Frankfurt am Main 1993.
- Der Anfang der Philosophie, Philipp Reclam, Stuttgart 1996.
- Erziehung ist sich erziehen, Heidelberg 2000.
- Hermeneutische Entwürfe. Vorträge und Aufsätze, Tübingen 2000.
- Platos dialektische Ethik. Phänomenologische Interpretationen zum Philebos, Hamburg 2000.

Veröffentlichtes Bild- und Tonmaterial
- Hans Georg Gadamer erzählt die Geschichte der Philosophie, Rom/Hamburg 2000/2006 (VHS / DVD).
- Von der Lust am Dialog, Ein Interview und ein Gespräch über den Begriff des Kairos, Berlin 2000 (2 CDs).
- Gadamer Hörbuch: Drei Rundfunkvorträge, Berlin 1999 (MC).
- Autobiographie und Geschichten, Zwei Vorträge und ein Gespräch. Heidelberg 1998 (MC).
- Postmoderne und das Ende der Neuzeit? Vortrag 1992, Heidelberg 1996 (MC).
- Wahrheit und Bewusstsein. Heidelberg 1996 (MC).
- Philosophie heute: Die Kunst des Verstehens. Hans-Georg Gadamer, Hamburg 1996 (VHS).
- Die Unhintergehbarkeit der Kunst, Freiburg 1996 (MC).
- Vorträge, Heidelberg 1996 (MC).